# 过氧酸
过氧酸（peroxy acid），简称过酸，是分子中含有过氧基 －O－O－ 的酸类。可以分为无机过氧酸和有机过氧酸两类。

## 无机过氧酸
过氧酸（盐）主要由碳族、氮族和氧族元素的含氧酸（盐）所衍生出。但周期表中，第三至第七族的许多元素皆能生成过氧酸或过氧酸盐，包括硼、铀；碳、锗、锡、钛、锆、铪；氮、磷、砷、钒、铌、钽；硫、硒、碲、铬、钼、钨；锰等。
无机过氧酸（盐）的一些例子有：
- 过一硫酸（H2SO5）
- 过二硫酸（H2S2O8）及其盐类
- 过硝酸（HNO4）
- 过一磷酸（H3PO5）
- 过二磷酸（H4P2O8）
- 过碳酸钠（Na2CO4）
- 过硼酸钠（NaBO3）

除过二硫酸外，大多数的过氧酸皆可由过氧化氢与相应的正酸（或酸酐或其盐）作用而制得。所有过氧酸或过氧酸盐用稀硫酸进行酸化时都能放出过氧化氢。
一个检验过氧酸及其盐的方法是 Riesenfeld 反应，即用碳酸氢钠把30％碘化钾溶液的 pH 值调到 7.5～8，然后加入待测试液。若试液含有过氧酸或过氧酸盐，则在条件下即将碘化钾氧化为碘单质。

## 有机过氧酸
有机过氧酸一般是有机酸中的 －OH 被 －OOH 替换后形成的化合物，即过氧化氢中的一个氢原子被酰基所取代后形成的化合物。最常见的有机过氧酸是过氧羧酸，通式为 R-C(O)-O-OH。它又可大致分为脂肪族有机过氧酸以及芳香族和环状有机过氧酸两类。
有机过氧酸的一些例子有：
- 过氧甲酸
- 过氧乙酸
- 过氧三氟乙酸
- 过氧丙酸
- 过氧丁酸
- 过氧异戊酸
- 长链过氧脂肪酸
- 过氧苯甲酸
- 间氯过氧苯甲酸
- 硝基过氧苯甲酸
- 单过氧邻苯二甲酸

制备方法：
1、脂肪族过氧酸最普遍和成熟的制备方法，是用30～98％浓度的过氧化氢与羧酸在酸催化下反应制取。这个方法最早是由 D'Ans 等人在20世纪初为制备短链水溶性过氧酸而研制开发的。水溶性羧酸在酸催化剂存在下，与过氧化氢充分混合即可得到相应的过氧酸。酸性催化剂最好是硫酸或磺酸型离子交换树脂，但酸性较强的羧酸如甲酸在不存在酸催化剂的条件下，也会很快与过氧化氢发生反应。这是一个可逆反应，工程上一般用真空恒沸气提方法将反应产生的水带走，使产率增高。有时也加入金属失活剂或稳定剂以减少过氧酸的分解。
对于芳香族过氧羧酸来说，芳香酸一般与过氧化氢相互不溶，故难以发生反应。而且若向其中加入硫酸，常会引起剧烈的芳环氧化反应而易发生事故。1970年代时诞生了一种新的合成工艺，即先将反应物用水稀释，并加入甲磺酸进行反应，接着用苯萃取和水洗，以除去过量的甲磺酸和过氧化氢，这样就可以直接得到芳香过氧酸溶液。这种方法也适用于一些不溶于水的芳香过氧酸的制取。
{\displaystyle {\rm {\ RCO_{2}H+H_{2}O_{2}\rightleftharpoons RCO_{3}H+H_{2}O}}}
2、一些芳香过氧酸也可以通过液相中芳香醛的自由基引发的自氧化反应来制备。
{\displaystyle {\rm {\ RCHO+O_{2}\rightarrow RCO_{3}H}}}
3、通过有机过氧化物在强碱存在下水解来制备相应的过氧酸。这是一种较为古老的方法，但目前仅用于一些芳香过氧酸的制备。
{\displaystyle {\rm {\ RC(O)OOC(O)R+H_{2}O\rightarrow RCO_{3}H+RCO_{2}H}}}
4、酸酐与30～98.5％浓度的过氧化氢反应生成过氧酸。此法用于制取单过氧邻苯二甲酸。
{\displaystyle {\rm {\ RC(O)OC(O)R+H_{2}O_{2}\rightarrow RCO_{3}H+RCO_{2}H}}}
5、酰卤、过氧化钠或过氧化氢与碱反应生成过氧酸。
{\displaystyle {\rm {\ RC(O)Cl+H_{2}O_{2}\rightarrow RCO_{3}H+HCl}}}
6、硼酸与羧酸酐与过氧化氢作用，得到很高产率的无水过氧酸。这种方法可用于制备过氧乙酸、过氧丙酸、过氧丁酸、过氧硬脂酸和过氧棕榈酸等。
{\displaystyle {\rm {\ B(OCOR)_{3}+3H_{2}O_{2}\rightarrow 3RCO_{3}H+H_{3}BO_{3}}}}
7、过硼酸钠与酸酐（或二乙酸乙酰过氧化物）作用生成过氧乙酸和单过氧苯二酸。
{\displaystyle {\rm {\ RC(O)OC(O)R+NaBO_{3}\rightarrow RCO_{3}H+RCO_{2}H}}}
8、乙烯酮与过氧化氢作用得到过氧化物。工业上用这种方法制取无水过氧乙酸已获得成功。
{\displaystyle {\rm {\ H_{2}CCO+H_{2}O_{2}\rightarrow CH_{3}CO_{3}H}}}
9、臭氧催化下，经过紫外线引发，通过羧酸与氧气反应直接合成过氧酸。
{\displaystyle {\rm {\ RCO_{2}H+{\tfrac {1}{2}}O_{2}\rightarrow RCO_{3}H}}}
10、臭氧化物与脂肪族羧酸作用并经溶剂分解得到过氧酸。
用途：有机过氧酸是烯烃环氧化反应、Baeyer-Villiger氧化重排反应、硫醚氧化等其他氧化反应中的试剂。